# Regering-Demotte II (Waals Gewest)
De regering-Demotte II (15 juli 2009 - 22 juli 2014) was een Waalse Regering onder leiding van Rudy Demotte. 
De regering bestond uit de drie partijen: PS (29 zetels), Ecolo (14 zetels) en cdH (13 zetels). Deze regering legde de eed af op 15 juli 2009 na de Waalse verkiezingen van 2009 voor een legislatuur van 5 jaar. Ze volgde de regering-Demotte I op en werd op 22 juli 2014 opgevolgd door de regering-Magnette.

## Samenstelling
De regering-Demotte II telde acht ministers: vier voor de PS en elk twee voor Ecolo en cdH.
| Naam | Naam                        | Partij | Partij | Functie en bevoegdheden                                                                         | Termijn                         |
| ---- | --------------------------- | ------ | ------ | ----------------------------------------------------------------------------------------------- | ------------------------------- |
|      | Rudy Demotte (1963)         |        | PS     | Minister-president                                                                              | 15 juli 2009 - 22 juli 2014     |
|      | Jean-Marc Nollet (1970)     |        | Ecolo  | Viceminister-president en Minister Duurzame Ontwikkeling en Ambtenarenzaken                     | 15 juli 2009 - 22 juli 2014     |
|      | André Antoine (1960)        |        | cdH    | Viceminister-president en Minister Begroting, Financiën, Werk, Vorming en Sport                 | 15 juli 2009 - 22 juli 2014     |
|      | Jean-Claude Marcourt (1956) |        | PS     | Viceminister-president en Minister Economie, KMO's, Buitenlandse Handel en Nieuwe Technologieën | 15 juli 2009 - 22 juli 2014     |
|      | Paul Furlan (1962-2023)     |        | PS     | Minister Lokale Besturen en Steden, Toerisme                                                    | 15 juli 2009 - 22 juli 2014     |
|      | Éliane Tillieux (1966)      |        | PS     | Minister Gezondheid, Sociale Actie en Gelijke Kansen                                            | 15 juli 2009 - 22 juli 2014     |
|      | Philippe Henry (1971)       |        | Ecolo  | Minister Milieu, Ruimtelijke Ordening en Mobiliteit                                             | 15 juli 2009 - 22 juli 2014     |
|      | Benoît Lutgen (1970)        |        | cdH    | Minister Openbare Werken, Landbouw, Landelijkheid, Natuur, Bos en Erfgoed                       | 15 juli 2009 - 15 december 2011 |
|      | Carlo Di Antonio (1962)     |        | cdH    | Minister Openbare Werken, Landbouw, Landelijkheid, Natuur, Bos en Erfgoed                       | 15 december 2011 - 22 juli 2014 |

### Herschikkingen
- Benoît Lutgen werd voorzitter van het cdH en werd dusdanig als minister vervangen door Carlo Di Antonio op 15 december 2011.

Dehousse I · 
Damseaux · 
Dehousse II · 
Wathelet · 
Coëme · 
Anselme · 
Spitaels · 
Collignon I · 
Collignon II · 
Di Rupo I · 
Van Cauwenberghe I · 
Van Cauwenberghe II · 
Di Rupo II ·
Demotte I ·
Demotte II ·
Magnette ·
Borsus ·
Di Rupo III ·
Dolimont ·